# Meridian (vlak)
Meridian („poledník“) byl expresní dálkový mezinárodní vlak Československých státních drah (ČSD) a dalších železnic v dobách bývalého Československa, který v letech 1969–1993 jezdil po dlouhé trase výrazně severojižního charakteru.

## Historie
S příchodem nového jízdního řádu 1969/1970 se poprvé na železničních tratích objevil nový expres,
tehdy pod označením Ex 51/52 Meridian, který na trase Bělehrad – Budapešť – Bratislava – Praha – Drážďany – Berlín spojoval hlavní města čtyř států. V následujících letech, počínaje příchodem jízdního řádu 1970/1971, byla jeho trasa prodloužena do švédského Malmö. Mezi Sassnitzem a Trelleborgem byl přepravován trajektem. Tehdy expres zdolával 1 795 km dlouhou trasu z Bělehradu do Malmö, a to přes Budapešť, Bratislavu, Prahu, Drážďany a Berlín. V té době byly v plánovaném řazení vlaku běžně řazeny vozy železničních správ DR, ČSD, MÁV, ÖBB, JŽ, ale i jídelní vůz společnosti Mitropa, ten však jezdil pouze v úseku mezi Dráždany a Sassnitzem, městem nacházejícím se na poloostrově Jasmund ve východní části ostrova Rujana v nynější německé spolkové zemi Meklenbursko-Přední Pomořansko. V úseku Praha střed – Děčín vozila expres v prvních letech děčínská Mikáda 387.0 (v Děčině přepřahaly na V 180). Na švédském úseku trati bylo v počátcích provozu možné zahlédnout lokomotivy řady D. Mezi stanicí Sassnitz a trajektovou lodí expres vozily lokomotivy BR 106.
V roce 1973 byl tento expresní vlak přečíslován z Ex 51/52 Meridian na Ex 270/271 Meridian. S příchodem jízdního řádu 1976/1977 byla opět prodloužena jeho trasa, a to až do jugoslávského Baru, města v Černé Hoře, které leží na pobřeží Jadranu. Tehdy se jeho trasa mezi městy Bar a Malmö prodloužila na 2 100 km.
Dne 28. června 1977 měl Meridian vážnou nehodu v železniční stanici Bratislava hlavná stanica.
Podle svědků této události už samotný průjezd expresu tunelem na břeclavském zhlaví stanice Bratislava hl. st., nenasvědčoval ničemu dobrému. Rychle přibližující se hluk vlaku nebyl zcela běžný. Při výjezdu z tunelu vlak projel výhybku č. 57 postavenou vlevo a následně výhybku č. 56 postavenou vpravo místo předepsanou rychlostí 30 km/h, rychlostí 93 km/h. V důsledku vysoké rychlosti vlaku došlo k jeho vykolejení. Elektrická lokomotiva řady ES 499.0 doslova vylétla z kolejí, po 150 metrech narazila do opěrné zdi, od které se odrazila a následně narazila do stojící elektrické lokomotivy řady S 458.0. Ani po tomto nárazu se nazastavila a opětovně narazila do opěrné zdi, kde se otočila o 180 stupňů a následně převrátila na kolejiště. Strojvedoucí nehodu nepřežil, pomocník strojvedoucího byl těžce zraněn, v sedmi vykolejených vozech se těžce zranilo 20 lidí. Při nehodě vznikla celková škoda 6 866 097 Kčs, provoz na trati byl obnoven v pozdních nočních hodinách následujícího dne. K datu této nehody se váže mnoho pověr, jelikož přesně o pět let předtím, 28. června 1972, se stala vážná nehoda na traťovém úseku Bratislava východ – Bratislava-Vajnory, kde se střetla lokomotiva řady T 669.0 s elektrickou jednotkou řady SM 488.0. Ve stejný den roku se později v roce 2002 stala vážná nehoda vlaku Ipeľ.
S příchodem jízdního řádu 1977/1978 byl expres Meridian trasován do Baru pouze v letním období. Počínaje rokem 1981 přestal úplně jezdit do švédského Malmö a po 11 letech na výsluní se blížil jeho konec. V roce 1986 byl vlak opět přečíslován z Ex 270/271 Meridian na Ex 376/377 Meridian. Tehdy jezdil do Berlína z hlavního města Bulharska Sofie, a to po obvyklé trase přes Bělehrad, Budapešť, Bratislavu, Prahu a Drážďany. Od roku 1992 jezdil Meridian pouze jako řadový rychlík a o rok později s příchodem jízdního řádu 1993/1994 byl po 24 letech úplně zrušen.

## Řazení vlaku Ex 271 Meridian v roce 1985/1986
| Číslo vozu | Železniční správa | Úsek                                                             |
| ---------- | ----------------- | ---------------------------------------------------------------- |
| -          | ČSD Postmw        | (Leipzig Hbf. –) Dresden Hbf. – Praha hl.n. (– Budapest Nyugati) |
| 49         | MÁV B             | Dresden Hbf. – Budapest Keleti                                   |
| 48         | MÁV B             | Berlin Ostbf. – Budapest Keleti                                  |
| 47         | MÁV A             | Berlin Ostbf. – Budapest Keleti                                  |
| 46         | MÁV B             | Berlin Ostbf. – Budapest Keleti                                  |
| 45         | MÁV Bc            | Berlin Ostbf. – Budapest Keleti                                  |
| 44         | MÁV WLAB          | Berlin Ostbf. – Budapest Keleti                                  |
| -          | MÁV D             |                                                                  |
| 292        | JŽ WLABl          |                                                                  |
| 293        | JŽ Bcl            |                                                                  |
| 294        | JŽ ABl            |                                                                  |
| 295        | DR Bme            |                                                                  |
| 235        | JŽ WLABl          | (Malmö –) Berlin Ostbf. – Beograd                                |

| Číslo vozu | Železniční správa | Úsek                              |
| ---------- | ----------------- | --------------------------------- |
| -          | MÁV WRm           | Praha hl.n. – Budapest Keleti     |
| 382        | ČSD Bm 2041       | Praha hl.n. – Beograd             |
| 381        | ČSD ABm 3941      | Praha hl.n. – Beograd             |
| 235        | JŽ WLABl          | (Malmö –) Berlin Ostbf. – Beograd |
| 295        | DR Bme            |                                   |
| 294        | JŽ ABl            |                                   |
| 293        | JŽ Bcl            |                                   |
| 292        | JŽ WLABl          |                                   |
| -          | MÁV D             |                                   |
| 44         | MÁV WLAB          | Berlin Ostbf. – Budapest Keleti   |
| 45         | MÁV Bc            | Berlin Ostbf. – Budapest Keleti   |
| 46         | MÁV B             | Berlin Ostbf. – Budapest Keleti   |
| 47         | MÁV A             | Berlin Ostbf. – Budapest Keleti   |
| 48         | MÁV B             | Berlin Ostbf. – Budapest Keleti   |
| 49         | MÁV B             | Dresden Hbf. – Budapest Keleti    |

## Řazení vlaku Ex 377 Meridian  v roce 1988/1989
| Číslo vozu | Železniční správa    | Úsek                    |
| ---------- | -------------------- | ----------------------- |
| 384        | ČSD Bcm              | Praha – Rajka (- Split) |
| * 384      | ČSD Bcm              | Praha - Rajka (- Zadar) |
| 385        | ČSD Bcm              | Praha - Rajka (- Split) |
| * 385      | ČSD Bcm              | Praha - Rajka (- Zadar) |
| 386        | ČSD Bcm              | Praha - Rajka (- Split) |
| -          | MÁV WRm              | Praha - Budapest        |
| 45         | MÁV WLAB             | Berlin - Budapest       |
| 46         | MÁV Bc               | Berlin - Budapest       |
| 47         | MÁV A                | Berlin - Budapest       |
| 48         | MÁV B                | Berlin - Budapest       |
| 49         | MÁV B                | Berlin - Budapest       |
| 50         | MÁV B                | Berlin - Budapest       |
| 292        | JŽ ABl JP ŽS Beograd | Berlin - Beograd        |
| 293        | JŽ Bcl JP ŽS Beograd | Berlin - Beograd        |
| 294        | BDŽ WLABm            |                         |
| 295        | JŽ Bcl JP ŽS Beograd |                         |
| 296        | DR Bme               |                         |
| * 296      | ČSD Bm               |                         |
| -          | MÁV D                |                         |
| 381        | ČSD ABm              | Praha - Sofia           |

| Číslo vozu | Železniční správa    | Úsek               |
| ---------- | -------------------- | ------------------ |
| 291        | MÁV B                | Budapest - Beograd |
| * 291      | JŽ Bl JP ŽS Beograd  | Budapest - Beograd |
| 379        | MÁV B                | Budapest - Sofia   |
| 380        | MÁV AB               | Budapest - Sofia   |
| 381        | ČSD ABm              | Praha - Sofia      |
| -          | MÁV D                |                    |
| 296        | DR Bme               |                    |
| * 296      | ČSD Bm               |                    |
| 295        | JŽ Bcl JP ŽS Beograd |                    |
| 294        | BDŽ WLABm            |                    |
| 293        | JŽ Bcl JP ŽS Beograd | Berlin - Beograd   |
| 292        | JŽ ABl JP ŽS Beograd | Berlin - Beograd   |

| Číslo vozu | Železniční správa    | Úsek             |
| ---------- | -------------------- | ---------------- |
| 294        | BDŽ WLABm            |                  |
| 295        | JŽ Bcl JP ŽS Beograd |                  |
| 296        | DR Bme               |                  |
| * 296      | ČSD Bm               |                  |
| -          | MÁV D                |                  |
| 381        | ČSD ABm              | Praha - Sofia    |
| 380        | MÁV AB               | Budapest - Sofia |
| 379        | MÁV B                | Budapest - Sofia |